# Before I Fall
Before I Fall je americký dramatický film roku 2017. Režie se ujal Ry Russo-Young a scénáře Maria Maggenti. Snímek byl inspirován stejnojmennou novelou od Lauren Oliver. Ve snímku hrají hlavní role Zoey Deutch, Halston Sage, Logan Miller, Kian Lawley, Jennifer Beals, Diego Boneta a Elena Kampouris. 
Film měl premiéru na Filmovém festivalu Sundance 21. ledna 2017 a do kin byl oficiálně uveden 3. března 2017. V České republice premiéru neměl. Film získal smíšené recenze od kritiků a vydělal 16 milionů dolarů. Podle IndieWire je jedním z nejvýdělečnějších nezávislých filmů roku 2017.

## Obsazení
| Zoey Deutch     | Samantha Kingston |
| Erica Tremblay  | Izzy Kingston     |
| Halston Sage    | Lindsay Edgecombe |
| Logan Miller    | Kent McFuller     |
| Cynthy Wu       | Ally Harris       |
| Kian Lawley     | Rob Cokran        |
| Jennifer Beals  | Samanthy matka    |
| Medalion Rahimi | Elody             |
| Diego Boneta    | pan Daimler       |
| Elena Kampouris | Juliet Sykes      |
| Liv Hewson      | Anna Cartullo     |
| Nicholas Lea    | Dan Kingston      |
| Claire Corlett  | Devil Cupid       |
| Roan Curtis     | Marian Sykes      |

## Přijetí

### Tržby
Film vydělal 12,2 milionů dolarů v Severní Americe a 1,8 milionů dolarů v ostatních oblastech, celkově tak vydělal 14,1 milionů dolarů po celém světě. Rozpočet filmu činil 5 milionů dolarů. V Severní Americe byl oficiálně uveden 3. března 2017, společně s filmy Logan: Wolverine a The Shack. Za první víkend vydělal 4,9 milionů dolarů a za druhý víkend 3,1 milionů dolarů. 

### Recenze
Film získal smíšené recenze od kritiků. Na recenzní stránce Rotten Tomatoes získal ze 111 započtených recenzí 63 procent s průměrným ratingem 5,8 bodů z deseti. Na serveru Metacritic snímek získal z 31 recenzí 58 bodů ze sta. Na Česko-Slovenské filmové databázi snímek získal 67 procent. Na stránce CinemaScore film získal známku za 2 na škále 1+ až 5.  

## Ocenění a nominace
| Rok  | Ocenění                           | Kategorie                                                          | Nominovaný    | Výsledek  |
| ---- | --------------------------------- | ------------------------------------------------------------------ | ------------- | --------- |
| 2017 | Teen Choice Awards                | Nejlepší film: drama                                               | Before I Fall | nominace  |
| 2017 | Teen Choice Awards                | Nejlepší filmová herečka: drama                                    | Zoey Deutch   | nominace  |
| 2017 | Teen Choice Awards                | Nejlepší filmový herec: drama                                      | Kian Lawley   | nominace  |
| 2018 | Guild of Music Supervisors Awards | nejlepší hudební supervize filmu s rozpočtem pod 10 milionů dolarů | Howard Paar   | vítězství |